# الدمنة (واد المخازن)
الدمنة هي إحدى مشيخات المملكة المغربية، تتبع جغرافيا لإقليم القنيطرة وإداريًا لواد المخازن. يقدر عدد سكانها بـ 4154 نسمة حسب الإحصاء الرسمي للسكان والسكنى لسنة 2004.